# Dumaresq

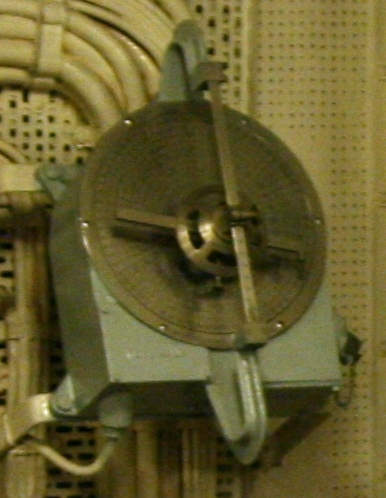
Ein Dumaresq auf der Belfast (Museumsschiff des Imperial War Museum)

Der Dumaresq ist ein mechanisches Rechengerät, das um 1902 vom britischen Marineleutnant John Dumaresq erfunden wurde. 

## Beschreibung
Beim Dumaresq handelt es sich um einen analogen Rechner, der wichtige Variablen des Feuerleitproblems mit der Bewegung des eigenen Schiffes und der des Zielschiffes in Beziehung setzt.
Er wurde oft in Verbindung mit anderen Geräten wie einer Vickers-Entfernungsuhr verwendet, um Entfernungs- und Ablenkungsdaten zu generieren, so dass die Geschützvisiere des Schiffes kontinuierlich eingestellt werden konnten. Es wurden mehrere Versionen des Dumaresq hergestellt, die mit fortschreitender Entwicklung immer komplexer wurden.

## Arbeitsprinzip
Der Dumaresq beruht auf gleitenden und rotierenden Stangen und Zifferblättern, um die Bewegung der beiden Schiffe darzustellen.
Normalerweise wird die Bewegung des Schiffes durch einen Metallbalken dargestellt, der oberhalb des Instruments verläuft. Unter dem Balken befindet sich eine runde Metallplatte mit einer Koordinatentafel und einer Winkelskala am äußeren Rand. Die feststehende Stange ist auf einem Lager montiert, so dass sie gedreht werden kann, um die Bewegungsrichtung des Schiffes gemessen an der Skala darzustellen. Von der Metallstange hängt eine Vorrichtung herab, die entlang der Stange geschoben wird, um die Geschwindigkeit des Schiffes darzustellen. Dieses Gleitelement hat normalerweise die Form eines Rings, der manchmal als „Neigungsring“ bezeichnet wird und direkt über der Koordinatenplatte hängt.
Die Bewegung des gegnerischen Schiffes wird durch einen Stab dargestellt, der mit dem Gleitring verbunden ist. Er hat normalerweise die Form eines langen Zeigers, der sich vom Ring zum Rand des Plots hin erstreckt und die Eingabe des Winkels des gegnerischen Schiffes durch Drehen des Zeigers (und des Rings), gemessen an der Winkelskala am Rand des Plots, ermöglicht. Ein kleinerer Zeiger, der mit dieser Leiste verbunden ist, der "Feindzeiger", erstreckt sich von der Leiste nach unten und kann an ihr entlang gleiten, um die Geschwindigkeit des feindlichen Schiffes darzustellen.
Die zentrale Koordinatenplatte dreht sich ebenfalls, um die aktuelle Peilung zum Ziel darzustellen. Bei korrekter Einstellung zeigt der gegnerische Zeiger auf eine Stelle auf der Koordinatenplatte. Die Koordinaten können abgelesen werden, um direkt die "Entfernungsrate" (die Bewegungskomponente entlang der Peilungslinie) und die "Dumaresq-Ablenkung" (oder "Quergeschwindigkeit", die Komponente senkrecht zur Entfernungsrate) zu ermitteln. Dies wurde normalerweise als Yards pro Minute in Reichweite und Knoten in Ablenkung gemessen. Ausgehend von der Flugzeit unter Verwendung der Entfernung zwischen den beiden Schiffen zum Zeitpunkt des Abschusses werden diese beiden Messwerte zu der ursprünglichen Berechnung der Feuerlösung addiert, um die Bewegungskorrekturen zu erhalten.
Da es sich beim Dumaresq um ein analoges Gerät zur Darstellung der relativen Bewegung der beiden Schiffe handelt, ist es nicht von vornherein vorherbestimmt, welche seiner Einstellungen Eingangsgröße und welche Ausgangsgröße ist. Man kann den mittleren Balken verwenden, um die Bewegung des gegnerischen Schiffes darzustellen, und die beweglichen Teile, um das Dumaresq-Schiff darzustellen. Auf diese Weise kann das System "rückwärts" verwendet werden, ein Prozess, der als "cross cut" bezeichnet wird, um aufeinanderfolgende Schätzungen der Entfernung und Peilung eines feindlichen Schiffes vorzunehmen.
Um den Betrieb des Systems zu erleichtern, wird der Dumaresq normalerweise zusammen mit Instrumenten eingesetzt, die Richtung und Geschwindigkeit des Schiffes anzeigen, während die Bediener die gegnerische Peilung, den Kurs und die Geschwindigkeit auf der Grundlage der Rufe der Entfernungsmesser einstellen. In einigen Versionen ist die Drehung des Balkens durch die Verwendung eines Kreiselkompasses und eines Selsyns automatisiert, in anderen wurde die Geschwindigkeitseingabe durch ein Forbes Log automatisiert. 

## Aufbau
Die Konstruktion des Dumaresq besteht aus einem kreisförmigen Zifferblatt mit einem Querbalken in der Mitte, der so ausgerichtet ist, dass er dem Kurs des eigenen Schiffes entspricht. Ein Schieberegler kann entlang einer auf diesem Balken eingravierten Skala rückwärts bewegt werden, um die Geschwindigkeit des Schiffes in Knoten anzuzeigen. Unter dem Schieberegler befindet sich ein zweiter Balken, der die Geschwindigkeit und den Kurs des gegnerischen Schiffes durch Drehen und Verschieben auf einer ähnlichen Skala wie auf dem Hauptbalken anzeigt. Das Ergebnis dieser beiden Einstellungen ist so, dass die Spitze des gegnerischen Balkens die gegnerische Bewegung minus die eigene Bewegung als Vektorsumme aufzeichnet. Dies entspricht der relativen Bewegung des Zielschiffs.
Auf der Basisscheibe des Dumaresq befindet sich ein Graph, der entlang der Peilungslinie gedreht werden kann. Wenn sie so ausgerichtet ist, zeigt die Achse entlang der Peilungslinie die Entfernungsrate und die senkrechte Achse die Geschwindigkeit quer dazu an. Ein Zeiger, der vom Balken des feindlichen Schiffes herabhängt, ermöglicht das einfache Ablesen der Werte in praktischen Einheiten (1902 wurde die Entfernungsrate als die Anzahl der Sekunden ausgedrückt, die für eine Änderung der Entfernung um 50 Yards erforderlich waren, wurde aber bald auf Yards pro Minute standardisiert).